# كاثرين هيكس (ممثلة)
كاثرين هيكس (بالإنجليزية: Katherine Hicks)‏ هي ممثلة أسترالية، (ولدت في ملبورن في أستراليا القرن 20  م).

## وصلات خارجية
- الموقع الرسمي
- كاثرين هيكس على موقع IMDb (الإنجليزية)
- كاثرين هيكس على موقع قاعدة بيانات الفيلم (الإنجليزية)